# Festival Cultural (Japón)

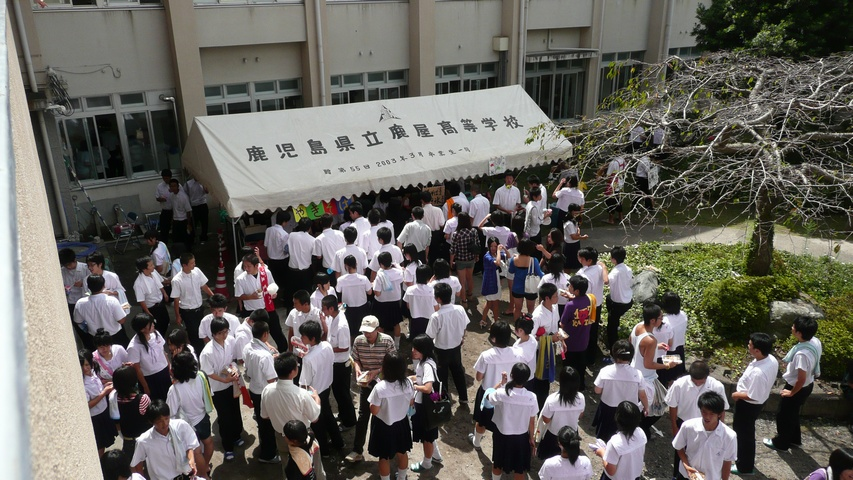
Un festival escolar en una escuela secundaria en Kagoshima

Los Festivales Culturales (文化祭 bunkasai?) en Japón son eventos anuales de "día abierto" celebrados por la mayoría de escuelas, desde preescolar hasta las universidades, en los que los estudiantes exponen sus logros artísticos. Las personas que quieren entrar en la escuela o que están interesados en la escuela pueden ir a ver como son el trabajo escolar y la atmósfera de la escuela. Asimismo, los padres también pueden ver qué tipo de trabajo han estado haciendo sus hijos. Los festivales suelen estar abiertos al público, especialmente en las escuelas secundarias y las universidades.

## Definición
Según las directrices del plan de estudios (学習指導要領 Gakushu shido yōryō) del MEXT, los festivales culturales forman parte de actividades especiales y se definen como "eventos que pretenden utilizar los resultados del aprendizaje cotidiano para aumentar la motivación".
Los festivales culturales son parte de las clases diarias en la educación primaria, la educación secundaria inferior y la educación secundaria superior, por lo que los estudiantes están obligados a asistir para poder graduarse. En las universidades, los festivales culturales son como una actividad extracurricular, por lo que la asistencia no es obligatoria.
Tradicionalmente, la mayoría de las escuelas celebran los festivales culturales en o alrededor del Día de la cultura (3 de noviembre), una fiesta nacional japonesa. Normalmente se lleva a cabo en un sábado o un domingo, a veces incluso durante los dos.

## Nombre
"Festival cultural" (bunkasai) y "festival universitario" (daigaku-sai) son nombres comunes en japonés, por lo que el nombre particular de cada festival cultural depende de cada escuela. Por ejemplo, el festival de la Universidad de Tokio, Komaba Campus, se llama Komaba-sai.

### Nombres
| Escuela                     | Nombre en español                                             | Nombre en japonés                                    |
| --------------------------- | ------------------------------------------------------------- | ---------------------------------------------------- |
| Guardería                   | Exposición de la vida diaria                                  | Seikatsu-happyō-kai (生活発表会)                     |
| Jardín de infancia          | Exposición de la vida diaria                                  | Seikatsu-happyō-kai (生活発表会)                     |
| Escuela elemental           | Exposición de las artes literarias Exposición del aprendizaje | Gakugei-kai (学芸会) Gakushū-happyō-kai (学習発表会) |
| Escuela secundaria inferior | Festival cultural                                             | Bunka-sai (文化祭)                                   |
| Escuela secundaria superior | Festival cultural                                             | Bunka-sai (文化祭)                                   |
| Universidad                 | Festival universitario                                        | Daigaku-sai (大学祭)                                 |

### Variaciones
Los festivales escolares de las escuelas secundarias inferiores y superiores también pueden llamarse a veces gakuensai (学園祭), gakuinsai (学院祭), o gakkōsai (学校祭).

## Funciones
Los festivales culturales se llevan a cabo para mostrar el aprendizaje de los estudiantes, pero muchas personas visitan los festivales como una diversión recreativa. Los alumnos suelen aprovechar la oportunidad para visitar las escuelas a las que asistieron una vez. Por otro lado, se suele servir comida, y a menudo las aulas o los gimnasios se transforman en restaurantes temporales o cafés. Los bailes, conciertos y obras de teatro pueden ser realizados por voluntarios individuales o por varios clubes escolares, como el club de baile, el club de orquesta, el club de la banda o el club de teatro.
Los festivales culturales están destinados a ser un evento divertido, pero también son la única oportunidad que hay en cada año para que los estudiantes vean cómo es la vida en otras escuelas. También están destinados a enriquecer la vida de las personas aumentando la interacción social y fomentando los vínculos de la comunidad.
Los festivales culturales se suelen representar en los animes y los mangas.